# Gudo Visconti
Gudo Visconti település Olaszországban, Lombardia régióban, Milánó megyében. Lakosainak száma 1623 fő (2023. január 1.). Gudo Visconti Gaggiano, Morimondo, Vermezzo con Zelo és Rosate községekkel határos.

## Népesség
A település lakossága az elmúlt években az alábbi módon változott:
| Lakosok száma | 1682 | 1658 | 1641 | 1623 |
|               | 2013 | 2017 | 2018 | 2023 |